# Can You Handle Me
Can You Handle Me is een nummer van de Haagse rockband Kane uit 2000. Het is de vierde en laatste single van hun debuutalbum As Long as You Want This.
"Can You Handle Me" is een vrolijk, uptempo rocknummer waarvan de videoclip werd opgenomen in Denemarken. Het nummer werd in Nederland Alarmschijf en de 10e positie in de Nederlandse Top 40. In 2004, twee jaar nadat het nummer in Nederland werd uitgebracht, werd het nummer ook uitgebracht in Vlaanderen, waar het de 2e positie in de Tipparade haalde.